# میلی‌اکتاو
میلی‌اکتاو (انگلیسی: Millioctave) واحدی برای اندازه‌گیری فواصل موسیقایی است که از پیشوند میلی به معنای ۱/۱۰۰۰ و اکتاو تشکیل شده است. یک میلی‌اکتاو برابر فاصله‌ای است به اندازه ۲۱/۱۰۰۰، ریشه هزارم ۲ یا حدوداً ۱٫۰۰۰۶۹۳۴ ().
اندازه‌گیری فاصله بین دو بسامد a و b براساس میلی‌اکتاو، به صورت زیر محاسبه می‌شود:
{\displaystyle n=1000\log _{2}\left({\frac {a}{b}}\right)\approx 3322\log _{10}\left({\frac {a}{b}}\right)}
به همین ترتیب، با داشتن نت b و n به عنوان عدد فاصله با واحد میلی‌اکتاو، نت دیگر a به این صورت محاسبه می‌شود:
{\displaystyle a=b\times 2^{\frac {n}{1000}}}
میلی‌اکتاو هم مانند سنت، واحد خطی فواصل موسیقایی است. بنابراین، اندازه فواصل می‌تواند به جای ضرب کردن که در محاسبه بسامدها لازم است، با افزودن مقدار میلی‌اکتاو محاسبه شود.
یک میلی‌اکتاو برابر با ۱٫۲ سنت است.